# Alexandra (Australien)
Alexandra ist eine Stadt im australischen Bundesstaat Victoria.

## Geographie

### Lage
Die Stadt liegt nördlich von Melbourne (140 km), Lake Mountain (62 km) und Marysville (41 km).

## Persönlichkeiten
- Ray Weinberg (1926–2018), Leichtathlet
- John Cooper (* 1946), Tennisspieler
- Allan Peiper (* 1960), ehemaliger Radrennfahrer
- Casey Wright (* 1994), Skilangläuferin